# Doellingeria
Genre
Doellingeria est un genre de plantes à fleurs de la famille des Asteraceae.

## Liste d'espèces
Selon The Plant List (21 août 2022) :
- Doellingeria dimorphophylla (Franch. & Sav.) G.L.Nesom
- Doellingeria dimorphophyllus (Franch. & Sav.) G.L. Nesom
- Doellingeria infirma (Michx.) Greene
- Doellingeria komonoensis (Makino) G.L.Nesom
- Doellingeria longipetiolata (C.C.Chang) G.L.Nesom
- Doellingeria rugulosa (Maxim.) G.L.Nesom
- Doellingeria scabra (Thunb.) Nees
- Doellingeria sekimotoi (Makino) G.L.Nesom
- Doellingeria sericocarpoides Small
- Doellingeria sohayakiensis (Koidz.) G.L.Nesom
- Doellingeria umbellata (Mill.) Nees